# Pleurobema nucleopsis
Pleurobema nucleopsis är en musselart som först beskrevs av Conrad 1849.  Pleurobema nucleopsis ingår i släktet Pleurobema och familjen målarmusslor. IUCN kategoriserar arten globalt som utdöd. Inga underarter finns listade i Catalogue of Life.